# A Western Harvest Field by Moonlight
A Western Harvest Field by Moonlight é um EP do cantor Beck, lançado a 16 de abril de 1995.
| Críticas profissionais                                                      | Críticas profissionais |
| Avaliações da crítica                                                       | Avaliações da crítica  |
| Fonte                                                                       | Avaliação              |
| --------------------------------------------------------------------------- | ---------------------- |
| allmusic                                                                    | [ 3 ]                  |
| Esta tabela precisa de ser acompanhada por texto em prosa. Consulte o guia. |                        |

## Faixas

### Lado 1
1. "Totally Confused" – 3:23
2. "Mayonaise Salad" – 1:08
3. "Gettin' Home" – 1:56
4. "Blackfire Choked Our Death" – 1:46
5. "Feel Like a Piece of Shit (Mind Control)" – 1:27
6. "She Is All (Gimme Something to Eat)" – 1:15

### Lado 2
1. "Pinefresh" – 1:23
2. "Lampshade" – 4:04
3. "Feel Like a Piece of Shit (Crossover Potential)" – 1:34
4. "Mango (Vader Rocks!)" – 2:49
5. "Feel Like a Piece of Shit (Cheetoes Time)" – 0:58
6. "Styrofoam Chicken (Quality Time)" – ∞